# Kocaçavuş, Pervari
Kocaçavuş là một xã thuộc huyện Pervari, tỉnh Siirt, Thổ Nhĩ Kỳ. Dân số thời điểm năm 2008 là 282 người.